# Makthaverskan
Makthaverskan är en svensk indierockgrupp från Göteborg. De har släppt tre fullängdsalbum på skivbolaget Luxury.
Bandet bildades 2008 av vännerna Hugo Randulv på gitarr och Andreas "Palle" Wettmark på trummor. Därefter tillkom Maja Milner på sång och Irma Krook på bas. Bandet hette till en början Kuratorn. De släppte sitt debutalbum Makthaverskan i november 2009. Skivan blev väl mottagen och bandet gjorde under 2010 flera större spelningar, bland annat på Emmabodafestivalen, Arvikafestivalen och Storsjöyran.
Bandet var i stort inaktivt under 2011, bland annat på grund av att Milner flyttade till Berlin.
Den 9 mars 2013, drygt 3 år efter första albumet, släpptes Makthaverskans andra album, Makthaverskan II. Under 2013 släpptes från albumet singlarna Asleep och Something More. Something More har som b-spår en liveversion av "Inside of Me".
2015 släpptes singeln Witness från Makthaverskans tredje album, med en annorlunda version av "No mercy" från Makthaverskan II som b-spår.
Den 20 oktober 2017, ungefär 4 och ett halvt år efter föregående album, släpptes Makthaverskans tredje album, Ill. Dessutom släpptes tre singlar från Ill under 2017: In My Dreams, Eden och Comfort.
Makthaverskan beskriver sin musik som "dödspop" och har jämförts flitigt med Broder Daniel och Joy Division.

## Diskografi
Album
- 2009 Makthaverskan
- 2013 Makthaverskan II
- 2017 III
- 2021 För allting

Singlar
- 2011 Antabus (7" singel)
- 2013 Asleep
- 2013 Something More
- 2015 Witness
- 2017 In My Dreams
- 2019 Demands / Onkel
- 2021 This Time
- 2021 Closer